# پتانسیل غشا

تفاوت غلظت یون‌ها در دو طرف غشای سلول یک اختلاف ولتاژ با نام پتانسیل غشایی ایجاد می‌کند. بزرگ‌ترین میزان تأثیر در این پتانسیل‌ها از سوی یون سدیم(Na^{+}) و یون کلر(Cl^{–}) با غلظت بیشتر در فضای خارج سلول و یون پتاسیم(K^{+}) با غلظت بیشتر در درون سلول صورت می‌گیرد. به تعداد هر یون در طرفین و برآورد ولتاژ دقت شود (در شکل، یون کلسیم با نقش بسیار مهم آن در پاره‌ای سلول‌ها نمایش داده نشده‌است).

پتانسیل غشا پتانسیل الکتریکی موجود بین دو سوی غشای سلولی کلیه سلول‌ها را گویند. این اختلاف پتانسیل الکتریکی ناشی از تفاوت غلظت آنیون‌ها و کاتیون‌ها در دو سوی غشای سلولی می‌باشد.
با توجه به‌این نکته که ماتریس برون سلولی دارای یون سدیم (بار مثبت) و یون کلر (بار منفی) بیشتر نسبت به داخل سلول است و همچنین درون سلول دارای یون پتاسیم (بار مثبت) بیشتری نسبت به بیرون سلول می‌باشد، طبق موازنه ولتاژی نتیجه می‌گیریم که در بیشتر بدن و در پتانسیل استراحت (حالت تعادل) بیرون سلول نسبت به درون آن مثبت‌تر است. به این اختلاف ولتاژ پتانسیل غشای سلول گفته می‌شود. در حالت استراحت سلول، پتانسیل غشا به پتانسیل تعادلی پتاسیم نزدیک‌تر است.
در نورونها و ماهیچه‌ها با تغییر این پتانسیل و با توجه به آستانه تحریک عمل انتقال پالس‌ها ممکن می‌گردد. در ضمن همهٔ سلول‌های یو کاریوت در دو طرف غشای خود اختلاف پتانسیل دارند.